# Силлабическое стихосложение
Силлаби́ческое стихосложе́ние, или изосиллаби́зм (др.-греч. ἰσοσυλλαβία — равносложность, от ἴσος — равный и συλλαβή — слог) — принцип деления стиха на ритмические единицы, равные между собой по числу слогов, а не по числу ударений и схеме их расположения.
Пример (в каждой строке 13 слогов, кроме того, после 7 слога обязательный словораздел — цезура):
Уме недозрелый, плод недолгой науки!
Покойся, не понуждай к перу мои руки:
Не писав летящи дни века проводити
Можно, и славу достать, хоть творцом не слыти.
Ведут к ней нетрудные в наш век пути многи,
На которых смелые не запнутся ноги.
Антиох Кантемир
В стиховых системах, строящихся на изосиллабизме, основной мерой стиха считается обычно известное, равное во всех единицах число слогов с обязательным ударением на последнем (или предпоследнем) слоге. Если стих делится пополам цезурой на две меньших единицы, то каждое полустишие имеет постоянное равное число слогов и ударение на конце. Такого рода стихосложение, основанное на изосиллабизме, распространено преимущественно в языках, где ударение в слове всегда лежит на определённом слоге, а неударные слоги слабо редуцируются (напр. на последнем во французском языке, на предпоследнем — в польском и т. д.).
Кроме указанных, такое стихосложение встречается в итальянском, испанском, украинском (до Котляревского), русском (до Тредиаковского) и других языках. Во французском языке при счёте слогов в стихе считается и немое «е» («e muet», в разговорной речи не произносимое), кроме случая, когда оно предшествует гласному в начале следующего слова («mon visag(e) est flétri»). В итальянском стихе соединение двух гласных как в середине слова, так и на стыке двух слов, может считаться за один слог (элизия). Понятие изосиллабизма как принципа соизмеримости ритмических единиц требует допущения, что все слоги, как ударные, так и безударные, равны между собой в ритмическом отношении: так, французский александрийский стих с этой точки зрения является стихом с двумя ударениями (на концах полустиший) и полной свободой в расположении ударений внутри полустиший. Однако различие между ударным и безударным слогом настолько резко, что равносложность без учёта тоники, то есть расположения в стихе ударных слогов, является понятием несколько фиктивным. Работы многих стиховедов обнаруживают в силлабических стихах наличие тонического фактора. Равным образом могут влиять на изосиллабизм метрический (античный стих) и мелодический (древнеиндийский стих) факторы.